# قلعه شیخ (کهریزک)
قلعه شیخ (کهریزک)، روستایی از توابع شهرستان کهریزک در استان تهران ایران است.

## جمعیت
این روستا در شهرستان کهریزک قرار دارد و براساس سرشماری مرکز آمار ایران در سال ۱۳۸۵، جمعیت آن ۱٬۴۰۲ نفر (۳۴۴خانوار) بوده‌است.